# Murarz (film)
Murarz – film dokumentalny produkcji polskiej z 1973 roku w reżyserii Krzysztofa Kieślowskiego. Autorem zdjęć był Witold Stok.

## Opis fabuły
Dokument stanowi zapis obszernej wypowiedzi murarza Józefa Malesy o swoim życiu, karierze zawodowej i partyjnej. Rodzice bohatera dokumentu, warszawiacy z Mokotowa, należeli do KPP. W czasie II wojny światowej w mieszkaniu Malesy składał przysięgę wojskową agitator stalinowski Jan Krasicki. Sam bohater, jak wyznał, był członkiem PZPR. Przez aktyw dzielnicowy partii został wysłany do szkoły aparatu ZSMP-owskiego do Turczynka. Po powrocie został mianowany przewodniczącym plenum partyjnego dzielnicy Ochota. Jako działacz Malesa musiał zmierzyć się z oponentami potępiającymi zachowania przejmowane przez młodzież z zachodu Europy. Po 1956 Malesa wrócił do pracy w murarce.
W dokumencie autorzy ukazali fragmenty pochodu pierwszomajowego w Warszawie.

## Obsada
- Józef Malesa jako on sam